# .cn
.cn este un domeniu de internet de nivel superior, pentru Republica Populară Chineză (ccTLD).